# София Августа фон Шлезвиг-Холщайн-Готорп
София Августа фон Шлезвиг-Холщайн-Готорп (на немски: Sophie Auguste von Schleswig-Holstein-Gottorf; * 5 декември 1630 в Готорп, † 12 декември 1680 в Косвиг, Анхалт) от род Олденбург е принцеса от Шлезвиг-Холщайн-Готорп и чрез женитба княгина на Анхалт-Цербст.
Тя е най-възрастната дъщеря на херцог Фридрих III фон Шлезвиг-Холщайн-Готорп (1597 – 1659) и Мария Елизабет Саксонска (1610 – 1684), дъщеря на курфюрст Йохан Георг I от Саксония. Сестра ѝ Хедвиг Елеонора (1636 – 1715) се омъжва през 1654 г. за по-късния крал Карл X Густав от Швеция.
София Августа се омъжва на 16 септември 1649 г. в дворец Готорп за княз Йохан VI фон Анхалт-Цербст (1621 – 1667) от род Аскани.
Йохан умира през 1667 г. от детска шарка на 46 години. Магдалена поема опекунството на първородения ѝ син заедно с ландграф Лудвиг VI фон Хесен-Дармщат и княз Йохан Георг II от Анхалт-Десау.

## Деца
София Августа и Йохан фон Анхалт-Цербст имат децата:
- Йохан Фридрих (1650 – 1651)
- Георг (1651 – 1652)
- Карл Вилхелм (1652 – 1718), княз на Анхалт-Цербст

∞ 1676 принцеса София фон Саксония-Вайсенфелс (1654 – 1724)
- Антон (1653 – 1714)

∞ 1705 Августа Антония Маршал фон Биберщайн (1659 – 1736)
- Йохан Адолф (1654 – 1726)
- Йохан Лудвиг I (1656 – 1704), княз на Анхалт-Цербст-Дорнбург

∞ 1687 Христина Елеонора фон Цойч (1666 – 1669)
- Йоахим Ернст (1657 – 1658)
- Магдалена София (1658 – 1659)
- Фридрих (*/† 1660)
- Хедвиг Мария Елеонора (*/† 1662)
- София Августа (1663 – 1694)

∞ 1685 херцог Йохан Ернст III фон Саксония-Ваймар (1664 – 1707)
- Албрехт (*/† 1665)
- Август (1666 – 1667